# Sebastian Netz

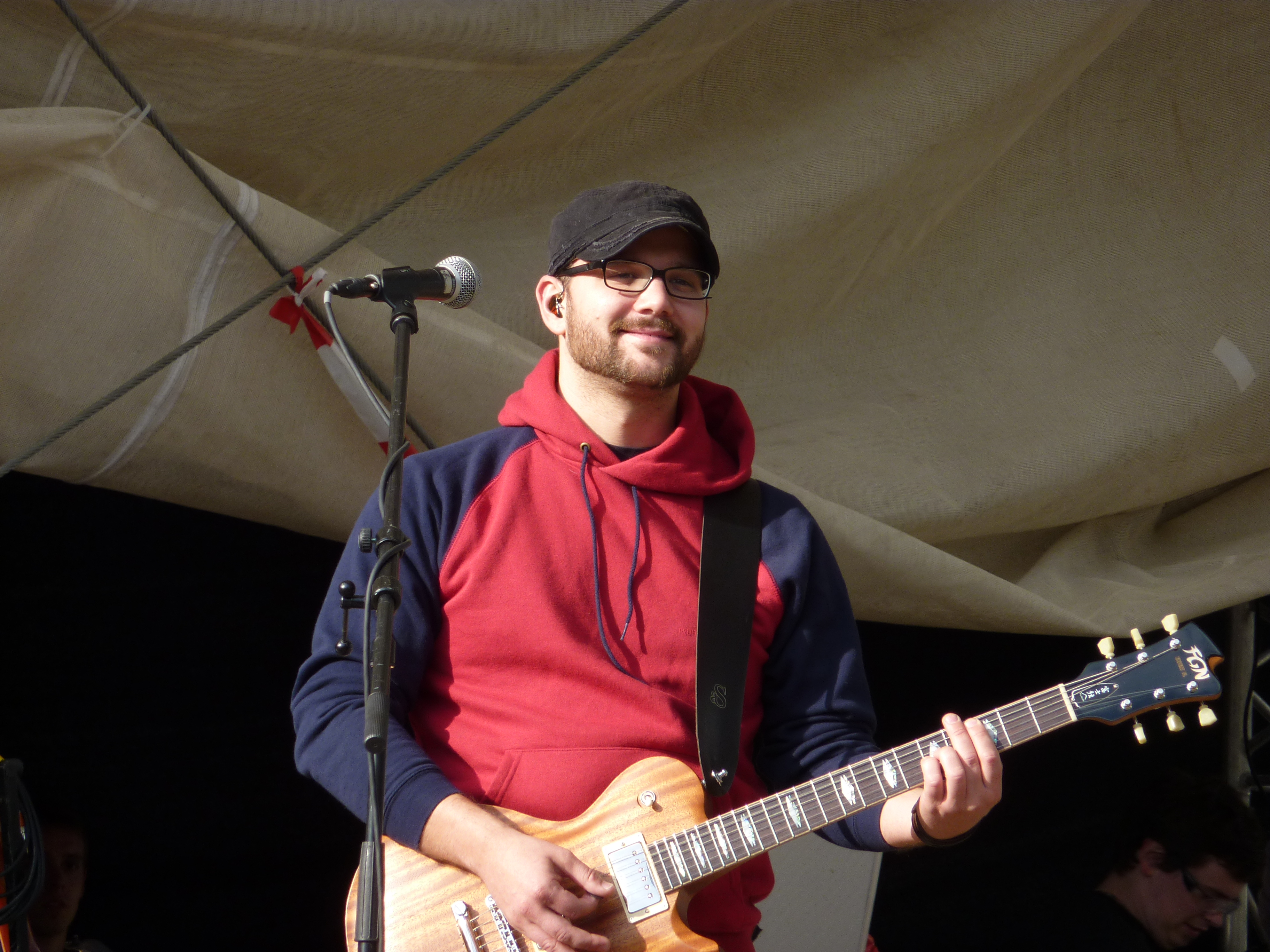
Sebastian Netz beim Parkfest in Waltrop, 29. August 2009

Sebastian Netz (* 10. September 1980 in Herten) ist Gitarrist und Songwriter, der in verschiedenen Jazz- und Rockbands spielt. Seit 2008 ist er Gitarrist in der Band von Thomas Godoj, den er seitdem auch bei allen seinen Fernseh- und Radioauftritten begleitet. Er ist Mitinhaber einer Musikschule.

## Musikalischer Werdegang
Nach dem Vorstudium an der Offenen Jazz Haus Schule in Köln bei André Nendza wechselte Sebastian Netz an das Conservatorium Maastricht/Niederlande um Jazzgitarre und Musikpädagogik zu studieren.

## Gitarrist bei Thomas Godoj
Im Mai 2008 wurde die Band Thomas Godoj vom gleichnamigen Sänger gegründet. Seitdem ist Sebastian Netz festes Bandmitglied und war sowohl bei den Studioaufnahmen zu den Alben Plan A! (Platin Edition), Richtung G und den Liveaufnahmen zu Live ausm Pott dabei. Als Songwriter konnte er sich bei den Songs Alles was nicht existiert und Ein Stückchen Ewigkeit einbringen. Beide Songs wurden von der damaligen Band gemeinsam geschrieben und befinden sich auf dem Album Richtung G. Der Song Ein Stückchen Ewigkeit wurde von ihnen zur Fußball-Weltmeisterschaft 2010 zum WM-Song Hand aufs Herz umgeschrieben.

## Bassist bei Brothers in Arms
Seit Januar 2018 ist Sebastian Netz als Bassist ebenfalls festes Mitglied der Dire Straits Tribute Band "Brothers in Arms". Diese gehört zu den erfolgreichsten Tribute Bands Deutschlands und war bei ihrer Gründung 2002 auch die erste Dire Straits Tribute Band Europas.

## Diskographie
- Thomas Godoj: Plan A! (Platin Edition) (2008)
- Thomas Godoj: Richtung G (2009)
- Thomas Godoj: Live ausm Pott (2012)
- Thomas Godoj: V'stärker aus (Das Akustik-Album) (2015)
- Wolfgang Petry: Brandneu (2015)